# Плютей белый
Плюте́й бе́лый, или перепо́нчатый (Pluteus pellitus) — гриб рода Плютей. В системе рода Плютей С. П. Вассера этот вид относится к секции Fibulatus подрода Pluteus, в системе Э. Веллинги к секции Pluteus. Считается малоизвестным съедобным грибом.
Синонимы
- Agaricus pellitus Pers., 1801 basionym

Омонимы
- Pluteus pellitus sensu Ricken, (1915) — синоним для Pluteus petasatus (Fr.) Gill., 1876 — Плютей благородный[2].

## Описание
Шляпка диаметром 3—5 сантиметров, тонкомясистая, от плоско-выпуклой до распростёртой, с выступающим бугорком, находящимся в небольшом углублении. край часто разрывается на лопасти. Поверхность гладкая, беловатая, в центре с возрастом становится сероватой, серовато-бурой или голубоватой, покрыта нежными розовато-бурыми или тёмно-бурыми волокнами.
Пластинки свободные, широкие, частые, от бледно-розового до розового цвета с белым краем. Имеются пластиночки.
Ножка 4—6×0,5—1 см, цилиндрическая, центральная или эксцентрическая, цилиндрическая, слегка расширяется к основанию, изогнутая. Поверхность белая или сероватая, блестящая, волокнистая.
Мякоть беловатая, на срезе не изменяется, запах и вкус не выражены.
Остатки покрывал отсутствуют, споровый порошок розовый.
Споры гладкие, от широкоэллипсоидных до яйцевидных, 6—7,5(8)×4—5,5 мкм.
Гифы кожицы шляпки и ножки c пряжками, бесцветные, тонкостенные, шириной 5—25 мкм.
Базидии четырёхспоровые, размерами 20—40×6—10 мкм, булавовидные, бесцветные.
Хейлоцистиды размерами 30—50×10—20 мкм, булавовидные или грушеновидные, тонкостенные, бесцветные, многочисленные. Плевроцистиды 60—100×10—20 мкм, пузыревидные, веретеновидные или бутылковидные, толстостенные, бесцветные, обычно несут апикулярный придаток с 2—4 зубцами или крючковидными отростками.

## Сходные виды
От других представителей рода плютей белый легко отличить по светлой окраске и небольшим размерам плодового тела и по произрастанию главным образом в буковых лесах. Сходные по морфологии и экологии плютей Роберта (Pluteus robertii) и плютей Роберта ложный (Pluteus pseudorobertii) отличаются наличием мелких чешуек на шляпке и по микроскопическим признакам.

## Экология и распространение
Сапротроф на отмерших остатках древесины лиственных деревьев, главным образом бука, реже встречается на дубе, ясене, вязе. Встречается редко, в некоторых регионах часто. Известен во многих странах Европы (кроме Балкан и Пиренейского полуострова), в Азии — в Закавказье (Азербайджан) и в Западной Сибири, в Северной Африке — Марокко. В Европейской части России известен в Ленинградской, Нижегородской, Ростовской и Самарской областях.
Сезон: август — октябрь.